# Fiore (nombre)
Fiore es un nombre masculino y femenino italiano.

## Variantes
- Masculino
  - Alterado:: Fiorello,[1] Fioretto, Fiorillo, Fiorino
  - Compuestos: Fioralbo, Fioraldo, Fiorangelo, Fiormaria
- Femenino: Fiora
  - Alterado: Fiorella,[2][3] Fioretta, Fiorina
  - Compuestos: Fioralba, Fiorangela, Fioranna, Fiormaria

### Variantes en otros idiomas
Femenino
- Francés: Fleur
  - Alterado: Fleurette
- Inglés: Flower, Flowery, Fleur
- Holandés: Fleur
  - Alterado: Fleurette
- Portugués: Flor
- Español: Flor
  - Alterado: Florinda

## Origen y difusión

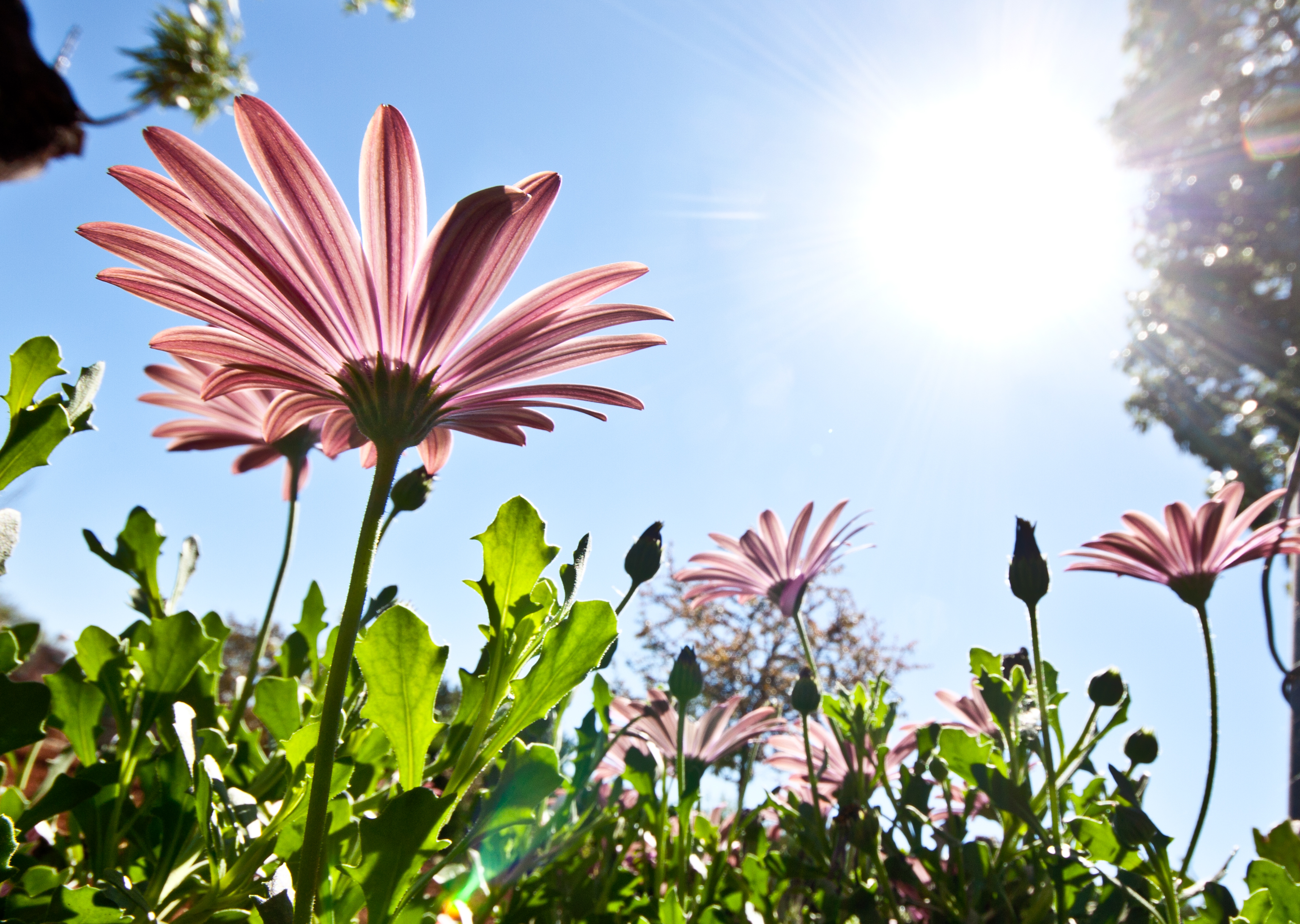
Algunas flores

Del nombre medieval Fiore, en alusión al rico simbolismo que atañe al mundo floral. En esencia, es un nombre clásico de carácter “fitonímico”, es decir, inspirado en los nombres de flores o plantas; el significado literal, "flor", lo vincula a los nombres Flora, Cvetan, Bluma, Xochitl, Zahra y Antea, pero también se enmarca dentro de un círculo más amplio junto con Giacinto, Gigliola, Margherita, Rosa, Viola y muchos otros.
Desde el punto de vista etimológico, se remonta al latín flos, florem, que significa siempre "Fiore"; cabe señalar que, en algunos casos, "Fiore" (así como su forma española y portuguesa "Flor") puede constituir un hipocorístico de Fiorenzo.
La forma francesa, Fleur, fue utilizada por John Galsworthy para sus novelas de la saga Forsyte, por lo que hay poca difusión en inglés, junto con la forma Flower (igualmente rara); este último, ya utilizado en la Edad Media, revivió ocasionalmente en el siglo XVII.

## Onomástico
La onomástica se puede celebrar el 31 de diciembre en memoria de San Fiore, mártir en Catania con otros compañeros; con este nombre también son recordados, en las siguientes fechas:
- 1 de mayo, Santa Fiorina, virgen[4]
- 27 de octubre, San Fiore, obispo de Pola